# Pic d'Ansabère
Le pic d'Ansabère, appelé aussi pic de Pétragème, est un sommet pyrénéen situé dans la vallée d'Aspe (Pyrénées-Atlantiques).

## Géographie

### Topographie
Il est situé en vallée d'Aspe dans le Haut-Béarn et fait partie du cirque de Lescun.

## Histoire
La première ascension du pic d'Ansabère est réalisée en 1923 par Armand Calame et Lucien Carrive. Ils meurent peu après dans l'ascension de la Grande aiguille d'Ansabère.

## Voies d'accès
À proximité du pic se trouvent la Grande aiguille d'Ansabère, la Petite aiguille d'Ansabère et le Spigolo, hauts lieux de l'escalade dans les Pyrénées. Le pic et la grande aiguille sont séparés par une profonde brèche. Le pic est accessible à de simples randonneurs[réf. nécessaire], l'aiguille, elle, n'est accessible que par des voies d'escalade difficiles.